# 富强胡同6号、甲6号、23号四合院
富强胡同6号、甲6号、23号四合院位于中国北京市东城区灯市口西街北侧的富强胡同内，西近丰富胡同。

## 简介
富强胡同6号、甲6号是富强胡同西侧的一组四进院落，坐北朝南。现存建筑布局为：
- 6号院广亮大门：一间，坐西朝东，硬山顶合瓦清水脊屋面。门内有影壁，左右各有顺山房一间。
- 一进院：南房三间，前出廊，两侧各有耳房二间，西房三间。北房三间是过厅，带有前后廊，廊下带倒挂楣子。东耳房二间，西耳房三间。
- 二进院：原有东、西厢房各三间，现已经改造，院内有多株树木。
- 三进院：穿过二进院北侧的一殿一卷式垂花门为三进院。院内有正房三间，带前廊，两侧有东、西厢房各三间，东耳房二间，西耳房三间。各房均是硬山顶合瓦箍头脊屋面。院内有抄手游廊环绕。
- 四进院：后罩房七间，前带廊，东、西厢房各三间，现与前院隔开，在东墙开门辟为富强胡同甲6号。

富强胡同23号院位于富强胡同6号、甲6号的东北侧，富强胡同路东。大门开在该院西墙的南端，坐东朝西。院内房屋坐北朝南。现存建筑布局为：
- 广亮大门：一间，门内左右顺山房各一间，为合瓦清水脊。
- 一进院：北侧有过厅五间，带前后廊，两侧各有耳房二间，院内有多株树木。
- 二进院：正房五间，前出廊，左、右耳房各二间，东、西厢房各五间，带前廊，有抄手游廊连接各房。此院建筑均是硬山顶合瓦箍头脊屋面。院中铺有十字甬路，四隅植有多株花木。院落宽约40米，长为50余米，面积将近2000平方米。院中残存一些假山。

上述二处宅院的建造年代大约为清朝后期。1986年1月21日，公布为东城区文物保护单位。
1955年，胡耀邦迁居富强胡同6号的共青团中央宿舍，在此居住了29年，直到1984年迁往会计司胡同25号。后来，赵紫阳迁入富强胡同6号居住，一直居住至2005年逝世。此后，富强胡同6号由赵紫阳的夫人梁伯琪及子女居住。富强胡同6号前后三进院中，第一进院原驻有一个班的警卫战士，赵紫阳逝世后已撤走，仅留下两名门卫，第一进院空置；第二进院是原来赵紫阳的书房；第三进院是梁伯琪及家人的起居室，赵紫阳的骨灰原存放在此，现已下葬于北京市郊。赵紫阳家眷则被要求搬离此处。